# Sandjak de Çanad
Le sandjak de Çanad était une subdivision administrative de l'empire ottoman, située dans le pachalik de Budin puis dans celui de Temeşvar autour de Çanad, actuellement Csanád en Roumanie.